# Краљ Рима
Краљ Рима (лат. rex Romae био је главни магистрат Римског краљевства. Према легенди, први краљ Рима био је Ромул, који је основао град на брежуљку Палатин 753. године прије н. е. За седам легендарних краљева се сматра да су владали Римом до 509. године прије н. е, када је посљедњи краљ збачен.
Краљеви послије Ромула нису били познати као династи, а насљедњи принцип се помиње тек послије краља Тарквинија Приска. Сходно томе, претпоставља се да је Тарквинијев покушај успостављања насљедне монархије у ранијој наводној изборној монархији резултовало формирањем републике.

## Краљеви Рима (753——509. п. н. е.)
Пошто су римски записи уништени 390. прије н. е. када је град опљачкан, немогуће је са сигурношћу знати колико је краљева заправо владало градом или да ли је било дјела која су каснији писци приписали појединим краљевима тачна.
Тит Тације, краљ Сабињана, такође је био заједнички краљ Рима са Ромулом пет година, све до његове смрти. Међутим, оне се традиционално не убраја међу седам краљева Рима.
Седам краљева Рима:
- Ромул (753—717. п н. е.)
- Нума Помпилије (717—673. п н. е.)
- Тул Хостилије (673—642. п н. е.)
- Анко Марције (642—617. п н. е.)
- Луције Тарквиније Приск (616—579. п н. е.)
- Сервије Тулије (578—535. п н. е.)
- Тарквиније Охоли (535—510/509. п н. е.)